# Hondamatic
El cambio Hondamatic (también llamado H2) fue la primera transmisión semiautomática de Honda. Se fabricó desde 1973 hasta 1988. El nombre "Hondamatic" continuó usándose en las transmisiones totalmente automáticas de Honda.

## Diseño y aplicaciones

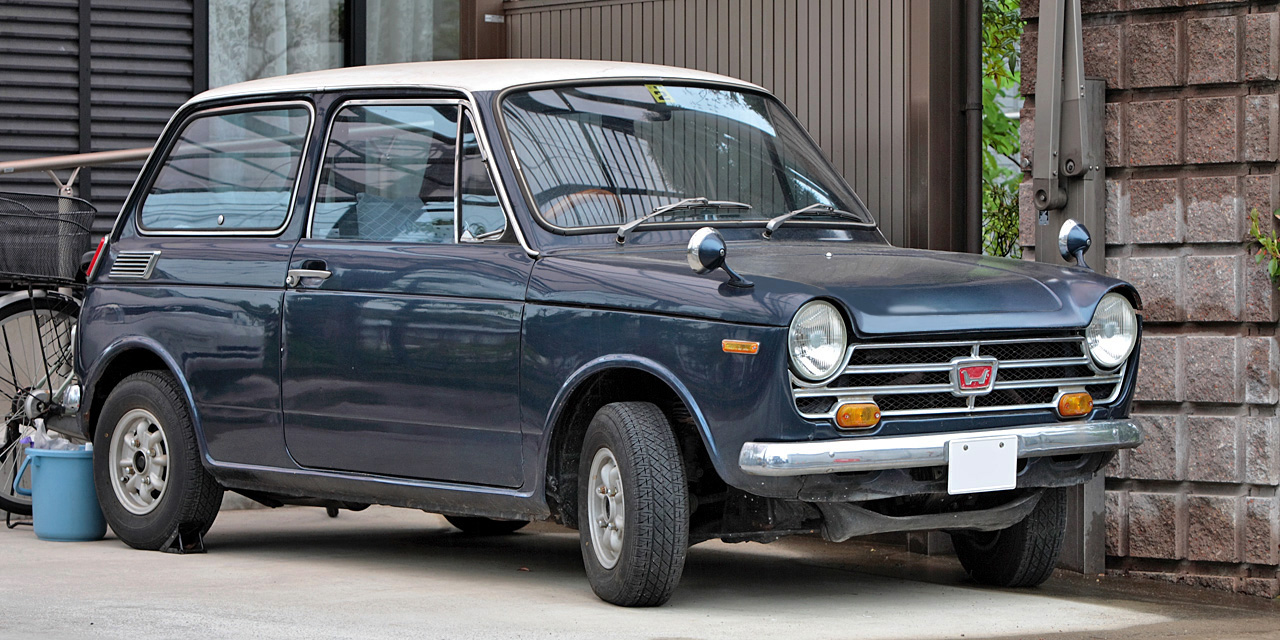
Honda N360

El sistema Hondamatic original, como todos los siguientes cambios automáticos de Honda, presentaba engranajes en ejes paralelos en lugar de engranajes planetarios como la mayoría del resto de transmisiones automáticas. Cada corona está engranada continuamente e incluye su propio mecanismo de embrague. Los embragues se controlan hidráulicamente, aplicando presión de aceite al "engranaje" deseado. El cambio entre marchas de avance se realizaba simplemente deslizando el selector de marchas (en realidad una válvula hidráulica) de 1 a 2. No cambiaba automáticamente, pero debido al convertidor de par, podía accionarse completamente en segunda marcha. El automóvil Honda disponía de un convertidor de par, lo que llevó a la empresa a publicitar el sistema Hondamatic original (que tenía solo dos relaciones de marcha hacia adelante) como una transmisión de tres velocidades. La transmisión Honda H3, realmente con tres velocidades, se lanzó en 1979. En 1982, Honda introdujo una transmisión totalmente automática de cuatro velocidades (llamada "Hondamatic Full-Auto"), seguida de otro sistema totalmente automático de tres velocidades en 1983. La versión semiautomática continuó estando disponible en los automóviles más pequeños de Honda, donde fue reemplazada gradualmente por sistemas automáticos convencionales. Con la nueva versión de 1988 del Honda Acty/Street, finalizó la producción de la última transmisión del tipo Hondamatic.
Aplicaciones:
- 1973-1983 Honda Civic
- 1976-1983 Honda Accord
- 1979-1982 Honda Prelude
- 1982-1986 Honda City AA
- 1982-1988 Honda Acty/Street

## Historia
Honda no podía fabricar una transmisión automática de engranajes planetarios convencional sin infringir ninguna patente. Finalmente, le pidió a Borg-Warner que diseñara un prototipo de transmisión para sus siguientes vehículos. Sin embargo, Borg-Warner se negó, debido a que no tenía transmisiones que fueran lo suficientemente eficientes para un motor tan pequeño como el Honda S500 de 500 cc, y que pudiera ser fiable a una velocidad máxima del motor de 8000 rpm. Esto llevó a Honda a diseñar su propia transmisión. Compraron una transmisión de Borg-Warner, con el fin de desarrollar un diseño de transmisión original. Probaron su transmisión automática recientemente desarrollada en el L700. Cuando se realizaron las pruebas y se revisó para perfeccionarla, Honda comercializó su primera transmisión automática instalada en el kei car Honda N360.

## Motocicletas

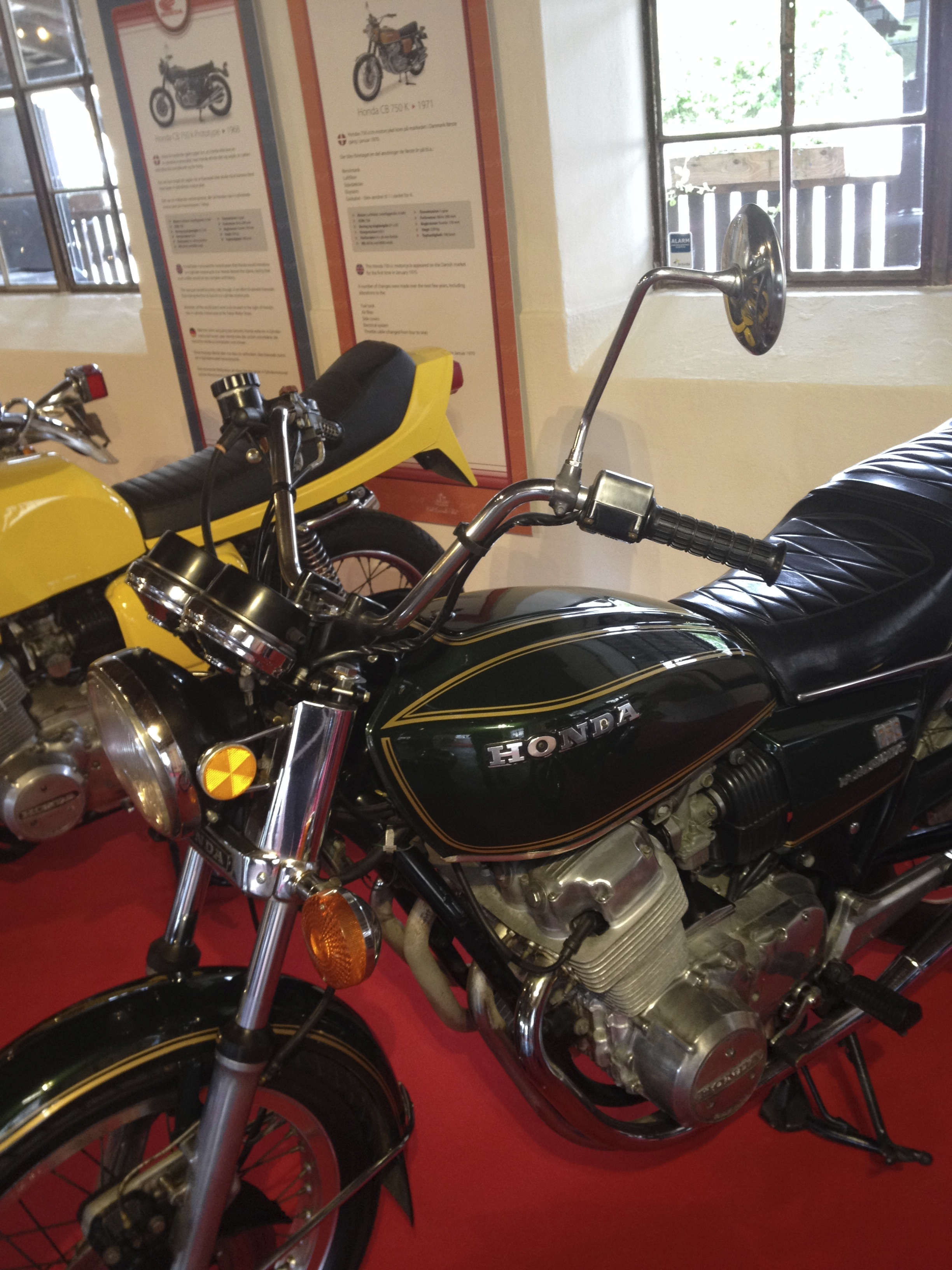
Motocicleta Honda CB750A "Hondamatic" de 1977

El Hondamatic se utilizó más tarde en las motocicletas de 400, 450 y 750 cc de Honda. En esta aplicación, no era una verdadera transmisión automática, ya que el conductor tenía que seleccionar manualmente una de las dos marchas. La transmisión Hondamatic para el motor de 750 cc incorporaba dos embragues controlados hidráulicamente (uno para cada marcha), con el selector de marchas operado con el pie accionando la válvula hidráulica. Los Hondamatic de 400/450 cc, sin embargo, no tienen ningún embrague. El selector de marchas operado con el pie mueve físicamente una marcha con "garras" para cambiar de marcha, al igual que en una transmisión de motocicleta que no sea Hondamatic.
Aplicaciones:
- CB750A (1976-1978)
- CB400A Hawk Hondamatic (1978)
- CM400A Hondamatic (1979-1981)
- CM450A Hondamatic (1982-1983)

## Escúteres, quads y equipos eléctricos
Honda también aplica el nombre de Hondamatic a una transmisión variable continua hidráulica con pistón utilizada en ciclomotores, quads y otros tipos de equipos motorizados, como generadores eléctricos.
Aplicaciones:
- TRX500FA (2001-2011)
- TRX400FA (2004-2007)